# Leo Portelli
Leo Portelli (* 31. Dezember 1946) ist ein ehemaliger maltesischer Bogenschütze.

## Karriere
Leo Portelli nahm an den Olympischen Spielen 1980 teil. Im Einzelwettkampf belegte er den 38. Platz.